# Majdouline Idrissi
Pour les articles homonymes, voir Idrissi.
Majdouline Idrissi, née le 10 mars 1977 à Rabat, au Maroc est une actrice marocaine,.

## Biographie
Majdouline Idrissi naît à Rabat et grandit à Montréal. Elle est surtout connue grâce à son rôle dans le film El Bandia, qui a remporté un certain succès auprès du jeune public marocain.

## Filmographie

### Cinéma

#### Longs métrages
- 2002 : Le pote (Oueld El Derb) de Said Naciri
- 2003 : Les bandits (El Bandia) de Said Naciri
- 2006 : La Symphonie marocaine de Kamal Kamal : Habiba
- 2007 : Nancy et le monstre de Mahmoud Frites
- 2008 : Ex-Shamkar de Mahmoud Ftites
- 2009 : The Man who sold the world de Imad Noury et Swel Noury

- 2010 : Pégase de Mohamed Mouftakir : Rihanna
- 2013 : Pillow Secrets de Jillali Ferhati
- 2013 : Youm ou lila de Naoufel Berraoui
- 2014 : L'Orchestre des aveugles : Fatima
- 2014 : Itar el-layl  de Tala Hadid : Nadia
- 2015 : Aida de Driss Mrini
- 2016 : Divines  de Houda Benyamina: Myriam
- 2017 : Au pays des merveilles de Jihane Bahar : Leila
- 2017 : Lahnech de Driss Mrini : Bouchra
- 2023 : Dados de Abdelouahed Mjahed.
- 2024 : Triple A de Jihane Bahar.

#### Courts métrages
- 2006 : Il neige à Marrakech de Hicham Alhayat
- 2009 : Camille et Jamila de Souad Amidou : Jamila
- 2011 : Sur la route du paradis de Houda Benyamina : Leila

### Télévision

#### Téléfilms
- 2005 : Le Petit Bonheur de Hamid Bennani : Samira
- 2005 : Le labyrinthe (Al-Mataha) de Hamid Baskit : Siham
- 2006 : La voie juste de Abdelkrim derkaoui : Nawal
- 2007 : Le père de Amal de Hicham Aayne-Alhayat : Amal
- 2011 : Les cinq saisons de Sanaa Akroud : Hind
- 2016 : Hna Tah Rial de Abdelkrim Derkaoui : Leila
- 2017 : L'arrogant (addasser) de Yassine Fennane : Lamiaa.

#### Séries télévisées
- 2016 : Hyati (Ma vie) de Yassine Fennane : Amina
- 2017 : Al Yatima (L'orpheline) de Mohamed Nesrate
- 2018 : Qoloob Taeha (Cœurs perdus) de Yassine Fennane
- 2019: Doumoue Warda de Yassine Fannane
- 2020 : Daba tazyan de Hicham El Jebbari
- 2021 : Wlad El-Marssa de Mourad El Khaoudi
- 2021 : "Sortek Bin Ainya" de Said Khallaf
- 2021-2023 : Wlad El A'am (The cousins) de Brahim Chkiri
- 2022 : Nisf Kamar (demi-lune) de Jihane Bahar

#### Sitcoms
- 2005 : Une famille très respectueuse (Aaila Mouhtarama Jiddan)
- 2010 : Yak Hna Jirane (les voisins)
- 2016 : L'Auberge